# Samtgemeinde Bad Grund (Harz)
De Samtgemeinde Bad Grund (Harz) was een Samtgemeinde in de Duitse deelstaat Nedersaksen. Het was een samenwerkingsverband van vijf kleinere gemeenten in het noorden van de Landkreis Osterode am Harz. Het bestuur was gevestigd in Windhausen. Op 1 maart 2013 fuseerden de vijf deelnemende gemeenten tot Bad Grund (Harz) en werd de samtgemeinde opgeheven.

### Deelnemende gemeenten
1. Bad Grund
2. Badenhausen
3. Eisdorf
4. Gittelde
5. Windhausen